# Platycheirus spinipes
Platycheirus spinipes är en tvåvingeart som beskrevs av John Richard Vockeroth 1990. Platycheirus spinipes ingår i släktet fotblomflugor, och familjen blomflugor. Inga underarter finns listade i Catalogue of Life.